# Brigitte Oertli
Brigitte Oertli, née le 10 juin 1962 à Egg (Zurich), est une skieuse alpine suisse.

## Palmarès

### Jeux olympiques d'hiver
| Épreuve / Édition | Sarajevo 1984 | Calgary 1988 |
| Descente          | 12e           | Argent       |
| Combiné           | -             | Argent       |

### Championnats du monde
| Épreuve / Édition | Bormio 1985 | Crans-Montana 1987 | Vail 1989 |
| Descente          | 8e          | -                  | -         |
| Super G           | -           | 9e                 | -         |
| Slalom géant      | -           | 11e                | -         |
| Slalom            | 5e          | -                  | -         |
| Combiné           | 4e          | 14e                | Bronze    |

### Coupe du monde
- Meilleur résultat au classement général : 2e en 1985 et 1988
  - Vainqueur de la coupe du monde de combiné en 1985, 1987, 1988 et 1989
  - 9 victoires : 1 descente, 1 slalom et 7 combinés
  - 31 podiums

#### Différents classements en Coupe du monde
| Année/Classement | Année/Classement | Général | Général | Descente | Descente | Super G | Super G | Géant  | Géant  | Slalom | Slalom | Combiné | Combiné |
| ---------------- | ---------------- | ------- | ------- | -------- | -------- | ------- | ------- | ------ | ------ | ------ | ------ | ------- | ------- |
| Année/Classement | Année/Classement | Class.  | Points  | Class.   | Points   | Class.  | Points  | Class. | Points | Class. | Points | Class.  | Points  |
| 1982             | 1982             | 59e     | 10      | 35e      | 2        | -       | -       | -      | -      | 32e    | 4      | 23e     | 4       |
| 1983             | 1983             | 35e     | 38      | 26e      | 11       | -       | -       | -      | -      | 29e    | 5      | 11e     | 22      |
| 1985             | 1985             | 2e      | 218     | 3e       | 76       | -       | -       | 17e    | 36     | 10e    | 58     | 1re     | 74      |
| 1986             | 1986             | 5e      | 181     | 4e       | 82       | -       | -       | 35e    | 6      | 5e     | 52     | 4e      | 41      |
| 1987             | 1987             | 3e      | 206     | 7e       | 33       | 4e      | 49      | 8e     | 42     | 5e     | 77     | 1re     | 25      |
| 1988             | 1988             | 2e      | 226     | 2e       | 119      | 17e     | 12      | 27e    | 4      | 12e    | 41     | 1re     | 50      |
| 1989             | 1989             | 19e     | 60      | 26e      | 9        | 22e     | 8       | -      | -      | 27e    | 7      | 1re     | 36      |
| 1990             | 1990             | 40e     | 35      | 27e      | 5        | -       | -       | -      | -      | 28e    | 5      | 3e      | 25      |

#### Détail des victoires
| Édition / Épreuve | Descente | Super G | Géant | Slalom   | Combiné                  | Total |
| 1985              | –        | –       | –     | –        | Davos Bad Kleinkirchheim | 2     |
| 1987              | –        | –       | –     | -        | Mellau                   | 1     |
| 1988              | Aspen    |         | -     | Saas Fee | Leukerbad Bad Gastein    | 4     |
| 1989              | –        | –       | -     | –        | Grindelwald              | 1     |
| 1990              | -        | -       | -     | -        | Steamboat Springs        | 1     |
| Total             | 1        | 0       | 0     | 1        | 7                        | 9     |